# Radó Sándor (geográfus)
Radó Sándor (szül. Reich Sándor Kálmán, fedőnevén Dóra) (Újpest, 1899. november 5. – Budapest, 1981. augusztus 20.) Kossuth-díjas magyar földrajztudós, térképész, egyetemi tanár, a Magyar Tudományos Akadémia rendes tagja. A magyar térképészet jelentős személyisége, a földrajztudományok doktora. Az 1920-as évektől a második világháború végéig a sztálini szovjet katonai hírszerzés, a GRU ügynöke, majd hivatásos tisztje.

## Születése és családi körülményei
Zsidó kispolgári családban született. Édesapja, aki a századfordulós konjunktúrában meggazdagodott, 1908-ban magyarosította nevét Radó Gáborra. Később az ország legnagyobb fa- és szénkereskedői közé emelkedett, és mint virilista, Újpest város tanácsának is tagja volt.

## Ifjúkora a nemzetközi kommunista mozgalomban
Radó érettségi után bevonult katonának és a hajmáskéri vártüzér iskolába került, ugyanakkor a Budapesti Tudományegyetem Állam- és Jogtudományi Karára is beiratkozott, ahol jogot tanult. Az őszirózsás forradalom után, 1918 decemberében belépett a Kommunisták Magyarországi Pártjába (KMP).
1919-ben, a Tanácsköztársaság idején a Magyar Vörös Hadsereg egyik tüzérosztályának komisszárjaként (politikai biztosaként) tevékenykedett. A Tanácsköztársaság bukása után Bécsbe emigrált, itt folytatta földrajztudományi tanulmányait. 1920-ban a Szovjet-Orosz Távirati Ügynökség (ROSZTA) bécsi fiókjának igazgatója lett.
1922-ben Németországba ment. 1922–1924 között Jénában folytatta geográfiai tanulmányait. 1923-ban Lipcsében bekapcsolódott a német illegális kommunista mozgalom fegyveres szervezkedésébe, ahol vezető szerepet vívott ki magának, a szász proletár önvédelmi századok parancsnoka lett. 1924-ben, a sikertelen hamburgi felkelés leverése után, több társával együtt Moszkvába menekült.

## Moszkva szolgálatában
1924–1926 között Radó Sándor a Szovjetunióban élt, itt folytatta a szakmai munkát és a mozgalmi szervező tevékenységet. Ebben az időszakban Moszkvában a Kulturális Kapcsolatok Intézetének szerkesztője, a Világgazdasági és Világpolitikai Intézet titkára és tudományos főmunkatársa, majd a Kommunista Akadémia főmunkatársa lett.
A Szovjetunió tagköztársaságokról kiadott térképeinek kiváló minősége alapján Radót a geográfusok szovjet-szakértőnek fogadták el. Később ismét Németországba ment, és részt vett a Meyers Lexikon szerkesztésében. Itt került kapcsolatba a szovjet hírszerzéssel, valószínűleg ekkor szervezték be ügynöknek (Szemjon Urickij hírszerzőtiszt révén), és később konkrét megbízásokkal Németországba küldték. Földrajztudósi és térképészi szakmai tudása nagyszerű alapot képezett hírszerzési munkájához, egyben kiváló fedőfoglalkozást is adott neki. A Radó Sándor által Berlinben közzétett Atlas für Politik, Wirtschaft, Arbeiterbewegung. I. Der Imperialismus (a magyar szakirodalomban „Az imperializmus atlasza” néven emlegetett mű) társadalom-földrajzi térképei angol és japán kiadásban is megjelentek. Erre a munkára Otto Maull és Karl Haushofer, a kor neves német földrajztudósai is alapműként hivatkoztak. Lipcsében 1932-ben Radó kiadta a világ első légi közlekedési útikönyvét.
Hivatalos életrajza szerint Radó 1927–1933-ig a szovjet-orosz Földrajzi Tájékoztató Iroda igazgatójaként dolgozik Berlinben. 1926-ban Berlinben megszervezte a Szovjet Hírügynökség külföldi irodáját, létrehozta a világ első földrajzi-térképészeti sajtóügynökségét, amely Berlinben Pressegeographie, utóbb Párizsban Inpress, a második világháború alatt Genfben Geopress néven működött, és aktuális térképvázlataival folyamatosan ellátta a nemzetközi sajtót.
1933-ban, a nácizmus hatalomra jutása után Franciaországba települt. 1933–1936-ig Párizsban, az Antifasiszta Sajtóiroda nevű fedőszervezetben dolgozott. 1936-ban Svájcba költözött. A második világháború végéig, 1945-ig Genfben élt, ahol a legálisan működő Geopress ügynökség örve alatt szervezte és irányította a szovjeteknek dolgozó kémhálózatát.

## Szovjet kémként a második világháborúban
Radó Genfben 1936–1944 között a Szovjetunió nyugat-európai hírszerző szervezetének egyik vezetőjeként tevékenykedett. Az informátorok hálózatát elődje, egy szovjet női hírszerző tiszt hozta létre az 1920-as évek végén, Svájcban élő német, orosz és lengyel kommunista emigránsokból. Ennek a nőnek nevét még a 2006-ban megjelent Radó-életrajz sem közli. Az 1941-ben Radónak átadott szovjet kémhálózatot Radó tovább bővítette, hatékony szervezetbe foglalta. Információi 20 országból, főleg Németországból és Olaszországból érkeztek, az ezekkel szemben álló hatalmakkal együttműködni kész katonák és beszervezett civil ügynökök kiterjedt hálózatán keresztül. A kutatások Radó szervezetének legalább 60 tagját név szerint azonosították. Több ügynöke volt a német hadvezetésben, a katonai hírközpontokban, a Hadügyminisztériumban, köztük Ernst Lemmer, Ribbentrop német külügyminiszter titkárságának munkatársa (korábban a Pester Lloyd pesti tudósítója, a háború után CDU-politikus).
A nácik első sikeres hadjáratai óhatatlanul befolyásolták Svájc politikai vezetőit. Úgy döntöttek, hogy a német kártyára tesznek fel mindent. Ebben némi része volt a svájci hírszerzés fogyatékosságainak is. Svájc a második világháború szinte teljes tartama alatt virágzó kereskedelmi és pénzügyi kapcsolatokat ápolt a náci Németországgal. Német magánszemélyek és vállalatok, üldözők és üldözött személyek (akik tehették) egyaránt Svájcban helyezték el, vagy Svájcon keresztül juttatták biztonságos helyre saját vagyonukat, és a rabolt javakat is. Ez a helyzet Svájc számára igen előnyös volt, ezért a svájci hatóságok elvileg üldözték az országuk területén folytatott, Németország elleni hírszerző és diverziós tevékenységet. Lebukásra azonban egészen 1943-ig nem került sor (feltehetőleg a svájci hatóságok óvatos, kétkulacsos politikájának köszönhetően).
A fenti helyzet miatt a titkos információk nagy része közönséges postai úton érkezhetett Svájcba. A náci hatóságok a Svájcba irányuló postai forgalmat csak kevéssé ellenőrizték, egészen 1943-ig, amikor a németek nagy katonai vereségei nyomán a német katonai elhárítás erősebben kezdett gyanakodni a barátian semleges országra, ennek következtében a svájci kémelhárítás is kénytelen volt határozottabban fellépni.
Amikor a genfi térképészeti iroda tevékenysége gyanússá vált a svájci rendőrségnek, visszavonták Radó Sándor tartózkodási engedélyét. Ez nehézséget okozott a kémtevékenység további folytatásában, mert Radónak a svájci szovjet hírszerzők vezetőjeként feltétlenül szüksége volt a legálisan működő irodára mint fedőszervezetre. A Radó által a szovjet hírszerzés kezére játszott katonai információk nyomán szaporodtak a német hadsereg és a magyar honvédség súlyos vereségei a szovjet fronton. Érdemeiért Radó Sándort 1942-ben a szovjet hadsereg ezredesévé nevezték ki és Lenin-rendet kapott.
A német elhárítás erőfeszítései, amelyek a csoportba való beépülésre irányultak, 1943 elején meghozták az első eredményeket. Megszerezték a csoport rejtjelkönyveinek egyes részeit, majd 1943 nyarán, a szovjet Vörös Hadsereg kurszki győzelme után a svájci elhárítás – a német elhárítás jelzése alapján – likvidálta az egész szovjet hírszerzőcsoportot. Az akcióban számos kémet megöltek, letartóztattak, egyedül Radó Sándor maradt szabadlábon.
A csoport felszámolása után Radó újabb kémhálózatot szervezett Svájcban, és a németországi ügynököktől továbbra is(!) érkező titkos információkat ezután, saját szakállára, a svájci brit követségen keresztül igyekezett eljuttatni a Hitler-ellenes szövetséghez. A szovjet hírszerzés ezt az utat soha nem hagyta jóvá. A sztálini logika alapján ezzel Radóra, mint mindenkire, aki nyugati titkosszolgálatokkal került kapcsolatba, szovjetellenes összeesküvés gyanúja vetült.
Radó később kiadott könyvében utal a német atomfegyverprogramra. Erről 1978-ban, Jéki László magfizikus, egyetemi tanárnak írt levelében Radó ezt írta: „Egy svájci fizikus közvetítésével egyik összekötőm megtudta, hogy Werner Heisenberget, a Nobel-díjas vezető német atomfizikust a náci hatóságok jó szóval és fenyegetésekkel igyekeznek a maghasadás katonai célokra való felhasználásának fejlesztésére, ő azonban mindent megtesz, hogy kutatásait lassítsa és ne jusson döntő eredményekhez”. (Ez alátámasztja Teller Ede professzor álláspontját Werner Heisenberg szerepéről). (Lásd:  Archiválva 2007. január 8-i dátummal a Wayback Machine-ben).
Élete e szakaszának emlékeit hazatérése után, a „Dóra jelenti” című, először 1971-ben Magyarországon kiadott memoárkönyvében foglalta össze.

## Vissza a Szovjetunióba
Az egyre fokozódó veszélyhelyzetek miatt Radó a családját kimenekítette Svájcból. A világháború utolsó évében, 1945 elején a szovjet hírszerzés a Párizsban tartózkodó Radót, életben maradt társaival és a szovjet kémhálózat más ügynökeivel együtt „hazarendelte” a Szovjetunióba. A sikeres hírszerzők, köztük Alexander Foote angol kommunista, a Lenin-rendről álmodoztak, de Radó, aki közelebbről ismerte a működő sztálini kommunizmust, gyanakodott. Mivel Németországban még hadműveletek folytak, az ügynököket szállító gép Párizsból Észak-Afrika érintésével repült Moszkva felé. A gép Kairóban leszállt, itt Radó szökni próbált, elhagyta a gépet, politikai menedékjogot kért a brit nagykövetségen. A brit hatóságok elutasították, és visszavitték a gépre. Saját visszaemlékezése szerint ekkor öngyilkosságot próbált elkövetni, de megmentették. Kórházi kezelése után a britek Moszkvába toloncolták, itt Radót, társaihoz hasonlóan letartóztatták, és a Lubjanka börtönbe zárták. A szokásos államellenes összeesküvési váddal büntetőtáborokba (lágerekbe) került, és Sztálin haláláig kényszermunkát végzett. (Társa, Foote ellen nem emeltek vádat, de alapos kikérdezésnek vetették alá, hogy hűségéről megbizonyosodjanak. Foote kiállta a próbát, és szovjet feletteseitől „Granatov őrnagy” megnevezéssel új, hamis személyazonosságot kapott. Ezután a háború utáni, zűrzavaros Berlinbe küldték, hogy onnan, magát „Albert Müller” fedőnévvel németnek kiadva, utat találjon Argentínába és beférkőzhessen az oda menekült nácik köreibe. Foote viszont Berlinben, vélhetően 1947 márciusában átszökött a brit szektorba, így végleg kicsúszott a szovjet ellenőrzés alól.)
Későbbi (állítólag CIA-forrásokból származó) adatok szerint Radó Sándort Lavrentyij Berija miniszterelnök-helyettesnek, az NKVD vezetőjének utasítására börtönözték be. A történet szerint Berija a háború elején a svájci szovjet hírszerző szolgálathoz küldte saját fiát, hogy megmentse őt a katonai frontszolgálattól. A fiatalembernek Radó irodájában kellett volna szolgálatot teljesítenie, de ehelyett playboy módjára élt, a rábízott pénzt elverte. A használhatatlan ügynököt Radó visszaküldte a Szovjetunióba, ahol az ifjú Berija behívott katonaként elesett a fronton. Halála miatt apja Radót tette felelőssé, és 1945-ben állítólag az ő személyes bosszúja miatt került a Lubjankába. Radó Sándor több évet töltött különböző szovjet lágerekben, és csak 1955-ben, két évvel Sztálin és Berija halála után térhetett haza. Kényszerű távollétére a Dóra jelenti rendszerváltás előtti kiadásaiban mindössze csak egy rövid sorral utalhatott, amelyben csak a külföldön tartózkodás ténye és tízéves időtartama szerepelt, de oka és helyszíne nem.

## Magánélete és hazatérése a Magyar Népköztársaságba
Radó 1923-ban Lipcsében összeházasodott Helene (Lene) Jansennel (1901–1958), aki Németország Kommunista Pártjának alapító tagja volt. Két fiuk született, Imre (1925–1982) és Sándor (1930–1995). Felesége és fiai a hírszerző munka során is mellette álltak és segítették. A háború végén Radó családját sikeresen külföldre (Franciaországba) menekítette, majd később követte őket, és Moszkvába történő visszarendeléséig a család együtt maradt, de ezt követően elszakadtak egymástól.
Sztálin halála (1953) után Radót rehabilitálták. 1955-ben hazajöhetett Magyarországra. A sokat próbált, megbízható kommunista kádert a Magyar Népköztársaság belügyminiszter-helyettesévé akarták kinevezni, de ő visszatért eredeti szakmájához, a térképészethez. 1958-ig a Mezőgazdasági és Élelmezésügyi Minisztériumon belül működő Országos Földügyi és Térképészeti Hivatal (később Állami Földmérési és Térképészeti Hivatal) térképészeti főosztályát vezette. Felesége, Lene, aki nehéz éveket élt át a férje nélkül, hontalanul Párizsban, Radó hívására Magyarországra költözött. Magával hozta a Svájcból kimentett bútorok egy részét, könyveiket és térképeiket. A gyerekek Párizsban maradtak, és soha nem éltek Magyarországon, magyarul sem tudtak. Lene 1958-ban hosszas betegség után elhunyt. Radó Sándor 1963-ban összeházasodott az elváltan élő Trom Aladárnéval (Bokor Erzsébettel), akit már korábban maga mellé vett egyetemi tanszékére.
Radó 1957-től a Terra Térképszolgálat főszerkesztője lett. A Tudományos Ismeretterjesztő Társulat (TIT) elnökévé, a párizsi, az NDK-beli és a Szovjetunió Földrajzi Társaságának tagjává, a Nemzetközi Térképészeti Társaság tematikus térképészeti bizottságának elnökévé, a Nemzetközi Földrajzi Unió Nemzeti Atlaszok Bizottságának tagjává választották. 1958-ban egyetemi tanárrá nevezték ki, e minőségében 1966-ig a Marx Károly Közgazdaságtudományi Egyetem gazdaságföldrajzi tanszékét vezette. Az MTA Földrajzi Bizottságának, majd Kartográfiai Bizottságának elnöke lett. 
Radó kezdeményezésére indult meg az egységesen 1:2 500 000 méretarányú, 273 lapból álló teljes világtérkép-sorozat kiadása. A Magyarország nemzeti atlasza, a Magyarország gazdasági földrajza, a Világgazdasági földrajz és a hatkötetes Magyarország tervezési-gazdasági körzetei című művek, valamint a Nemzetközi almanach kiadása szintén Radó Sándor nevéhez fűződik. Munkásságáért 1963-ban Kossuth-díjat, 1973-ban egész életműve elismeréseként Állami Díj I. fokozatát kapott.
1971-ben, majd 1974-ben kiadták önéletrajzi jellegű könyvét, a Dóra jelenti-t. Ebben nem esik szó életének 1945 utáni szovjetunióbeli eseményeiről. A róla szóló, életében megjelent más leírásokban is csak annyi állhatott, hogy a szerzőt 1945–1954 között, a személyi kultusz éveiben meghurcolták. A sikeres szovjet hírszerző nem vallhatta be, hogy munkájáért megbízói fogsággal és deportálással jutalmazták. Erről az első részletek csak jóval halála után, a „Dóra jelenti” c. könyv 2006-os, immár cenzúrázatlan kiadásában jelentek meg. A Dóra jelenti Kun Miklós történész értékelése szerint „nagyon fontos és érdekes, de sokban velejéig hazug könyv.” A Dóra jelenti 1972 és 1974 között 17 nyelven jelent meg külföldön.

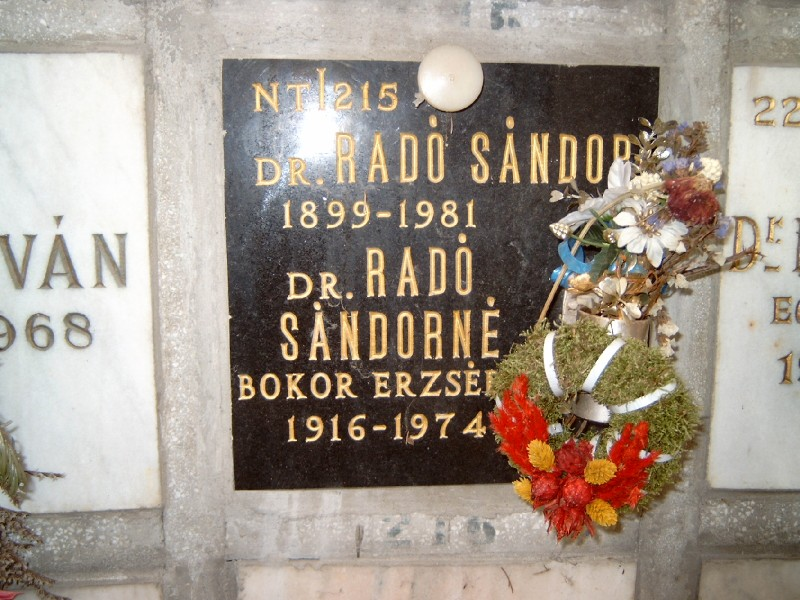
Radó Sándor és feleségének hamvai a budapesti Farkasréti temetőben (Torony-215. fülke).

A nemzetközi sajtóban sok cikk jelent meg a II. világháború alatt Svájcban működött szovjet hírszerző csoportról, amelyet a magyar földrajztudós irányított. A magyar televízió a 70-es években, könyve első kiadása után készített riportot Radóval.
Számos külföldi egyetem díszdoktorává, sok külföldi tudományos egyesület, társaság tiszteletbeli tagjává választotta. Tudományos és mozgalmi munkásságáért számos magas hazai kitüntetést is elnyert. 1973-ban megkapta a legmagasabb szovjet hadi kitüntetés, a Nagy Honvédő Háborús Érdemrend I. fokozatát és a „Győzelemért Németország felett” Érdemrendet. 1978-ban nyugdíjazták. Haláláig a Magyar Földrajzi Társaság elnöke, a Geodéziai és Kartográfiai Egyesület társelnöke maradt. Budapesten hunyt el 1981. augusztus 20-án.

## Művei
Főbb geográfiai-térképészeti szakmai munkái
- Führer durch die Sowjetunion. Die fünf grössten Städte der Sowjetunion: Moskau, Leningrad, Charkow, Kijew, Odessa (Moszkva, 1925)
- Atlas für Politik, Wirtschaft, Arbeiterbewegung. I. Der Imperialismus (Wien–Berlin, 1930)

Önéletrajzi jellegű munkái
- Dóra jelenti… (Radó Sándor önéletrajza kihagyásokkal), Kossuth, Budapest, 1971, 1976
- Dóra jelenti…; szerk. Trom András; 5., bőv., jav., átszerk., 1. teljes kiad.; Kossuth, Bp., 2006